# 工會大樓

烏克蘭親歐盟示威之前的工會大樓

工會大樓（羅馬化：Budynok spilok Federatsii profesiinykh spilok Ukrainy）是烏克蘭首都基輔的一座辦公樓，位於赫雷夏蒂克街，正對獨立廣場。在該建築修建之前，這裡曾有貴族院大樓。在烏克蘭親歐盟示威中，該建築被示威者佔領並成為示威活動總部。2014年2月18日至19日期間，該建築被燒毀，因此現在該建築外部被帆布圍住。

## 外部連結
- In memory of the Trade Unions Building. PHOTO （页面存档备份，存于）. Ukrayinska Pravda (Historic Pravda). 19 February 2014.

50°27′03″N 30°31′28″E / 50.4508°N 30.5245°E